# Eleições parlamentares europeias de 2014 (França)
As eleições parlamentares europeias de 2014 na França, realizaram-se entre os dias 24 e 25 de maio, e, serviram para eleger os 74 deputados do país para o Parlamento Europeu.
Os resultados deram a vitória à Frente Nacional, algo que foi considerado histórico, visto que, é a primeira vez na Europa, desde do final da Segunda Guerra Mundial, que, um partido de extrema-direita consegue ganhar eleições nacionais democráticas.

## Resultados Nacionais
| Partido                 | Partido                        | Votos       | %               | +/-         | Deputados   | +/-         |
| ----------------------- | ------------------------------ | ----------- | --------------- | ----------- | ----------- | ----------- |
|                         | Frente Nacional                | 4 712 461   | 24,86 / 100,00  | 18,52       | 24 / 74     | 21          |
|                         | União por um Movimento Popular | 3 943 819   | 20,80 / 100,00  | 7,08        | 20 / 74     | 9           |
|                         | Partido Socialista             | 2 650 357   | 13,98 / 100,00  | 2,50        | 13 / 74     | 1           |
|                         | MoDem - UDI                    | 1 884 565   | 9,94 / 100,00   | 1,48        | 7 / 74      | 1           |
|                         | Europa Ecologia - Os Verdes    | 1 696 442   | 8,95 / 100,00   | 7,33        | 6 / 74      | 8           |
|                         | Frente de Esquerda             | 1 252 730   | 6,61 / 100,00   | 0,13        | 4 / 74      | 1           |
|                         | Levantar a República           | 744 441     | 3,82 / 100,00   | 2,05        | 0 / 74      | Estável     |
|                         | Novo Acordo                    | 549 734     | 2,90 / 100,00   | Novo        | 0 / 74      | Novo        |
|                         | Nós Cidadãos                   | 266 343     | 1,41 / 100,00   | Novo        | 0 / 74      | Novo        |
|                         | Luta Operária                  | 222 491     | 1,17 / 100,00   | 0,03        | 0 / 74      | Estável     |
|                         | Aliança Ecológica Independente | 211 759     | 1,12 / 100,00   | 2,51        | 0 / 74      | Estável     |
|                         | Outros                         | 840 619     | 4,40 / 100,00   |             | 0 / 74      |             |
| Votos inválidos         | Votos inválidos                | 797 504     | 4,04 / 100,00   | 0,26        |             |             |
| Total                   | Total                          | 19 753 140  | 100,00 / 100,00 |             | 74 / 74     | 2           |
| Eleitorado/Participação | Eleitorado/Participação        | 46 555 253  | 42,43 / 100,00  | 1,80        |             |             |
| Fonte                   | Fonte                          | [ 3 ] [ 4 ] | [ 3 ] [ 4 ]     | [ 3 ] [ 4 ] | [ 3 ] [ 4 ] | [ 3 ] [ 4 ] |

## Resultados por círculos eleitorais
| Círculo eleitoral | %    | D  | %    | D   | %    | D  | %      | D      | %    | D    | %    | D  | %   | D   | %   | D  | %   | D  | %   | D  | %   | D   |    | Votantes   |
| Círculo eleitoral | FN   | FN | UMP  | UMP | PS   | PS | MD-UDI | MD-UDI | EELV | EELV | FG   | FG | DLR | DLR | ND  | ND | NC  | NC | LO  | LO | AEI | AEI | D  | Votantes   |
| ----------------- | ---- | -- | ---- | --- | ---- | -- | ------ | ------ | ---- | ---- | ---- | -- | --- | --- | --- | -- | --- | -- | --- | -- | --- | --- | -- | ---------- |
| Nordeste          | 33,6 | 5  | 18,8 | 2   | 11,8 | 1  | 9,4    | 1      | 7,2  | 1    | 6,4  | -  | 4,2 | -   | 2,4 | -  | 1,5 | -  | 1,7 | -  | -   | -   | 10 | 2 837 669  |
| Oeste             | 19,3 | 2  | 19,6 | 3   | 15,6 | 2  | 12,3   | 1      | 10,4 | 1    | 5,2  | -  | 3,6 | -   | 3,5 | -  | 1,3 | -  | 1,2 | -  | -   | -   | 9  | 2 855 509  |
| Este              | 29,0 | 4  | 22,7 | 3   | 13,2 | 1  | 9,2    | 1      | 6,4  | -    | 5,2  | -  | 4,2 | -   | 2,4 | -  | 1,3 | -  | 1,4 | -  | 2,3 | -   | 9  | 2 538 339  |
| Centro            | 24,2 | 2  | 21,4 | 2   | 15,8 | 1  | 9,9    | -      | 6,9  | -    | 7,5  | -  | 4,6 | -   | 2,8 | -  | 1,1 | -  | 1,3 | -  | 2,1 | -   | 5  | 1 553 394  |
| Sudoeste          | 24,7 | 3  | 18,5 | 2   | 15,7 | 2  | 8,6    | 1      | 11,5 | 1    | 8,6  | 1  | 3,1 | -   | 3,0 | -  | 0,9 | -  | 0,9 | -  | -   | -   | 10 | 3 078 367  |
| Sudeste           | 28,2 | 5  | 22,4 | 3   | 11,9 | 2  | 8,4    | 1      | 9,3  | 1    | 6,0  | 1  | 3,9 | -   | 3,2 | -  | 1,5 | -  | 0,9 | -  | 2,1 | -   | 13 | 3 429 265  |
| Ilha de França    | 17,0 | 3  | 21,8 | 4   | 14,3 | 3  | 12,0   | 2      | 9,7  | 2    | 6,5  | 1  | 3,8 | -   | 3,1 | -  | 2,2 | -  | 0,9 | -  | 1,7 | -   | 15 | 3 152 285  |
| Além-Mar          | 10,3 | -  | 26,7 | 1   | 19,4 | 1  | 8,4    | -      | 6,7  | -    | 18,2 | 1  | 1,7 | -   | -   | -  | -   | -  | 3,4 | -  | -   | -   | 3  | 303 065    |
| França            | 24,9 | 24 | 20,8 | 20  | 14,0 | 13 | 9,9    | 7      | 9,0  | 6    | 6,6  | 4  | 3,8 | -   | 2,9 | -  | 1,4 | -  | 1,2 | -  | 1,1 | -   | 74 | 19 753 140 |